# Paul Séramy
Paul Séramy, né le 4 février 1920 à Saint-Voir (Allier) et mort le 23 février 1992 à Villejuif (Val-de-Marne), est un ancien sénateur de Seine-et-Marne et maire de Fontainebleau.

## Biographie
Il était professeur d’allemand au lycée de Fontainebleau.
Il participa à la signature, le 24 mars 1987, de la convention pour la création et l'exploitation d'Euro Disneyland en France, au titre de président du conseil général de Seine-et-Marne. Son nom a été donné à l'avenue principale donnant accès au complexe de loisirs.
L'amphithéâtre du bâtiment technique de commercialisation de l'UPEC porte son nom. 

## Mandats
- Conseiller général du canton de Fontainebleau ;
- Maire de Fontainebleau de 1959 à 1992 ;
- Député de la cinquième circonscription de Seine-et-Marne de 1962 à 1967 ;
- Sénateur de Seine-et-Marne de 1977 à 1992 ;
  - Vice-président de la commission des affaires culturelles du Sénat de 1983 à 1992[1].
- Président du conseil général de Seine-et-Marne de 1982 à 1992 ;